# 溫菲爾德 (印地安納州)
溫菲爾德（英語：Winfield）是一個位於美國印地安納州萊克縣的城鎮。

## 人口
根據2010年美國人口普查的數據，溫菲爾德的面積為32.22平方千米，當中陸地面積為32.05平方千米，而水域面積為0.17平方千米。當地共有人口4,383人，而人口密度為每平方千米186.80人。